# بيقية بازلائية
البيقية البازلائية نوع نباتي يتبع جنس البيقية من الفصيلة البقولية. اسمه العلمي (باللاتينية: Vicia pisiformis).
تنتشر في أوروبا، حيث تتواجد في روسيا وبولندا وجنوب إسكندنافيا وألمانيا وفرنسا والبلقان والقوقاز.

## الوصف النباتي
نبات عشبي. الورقة ريشية مركبة تنتهي بمحلاق. الأزهار بيضاء مصفرة (انظر الصورة). الثمرة قرن.

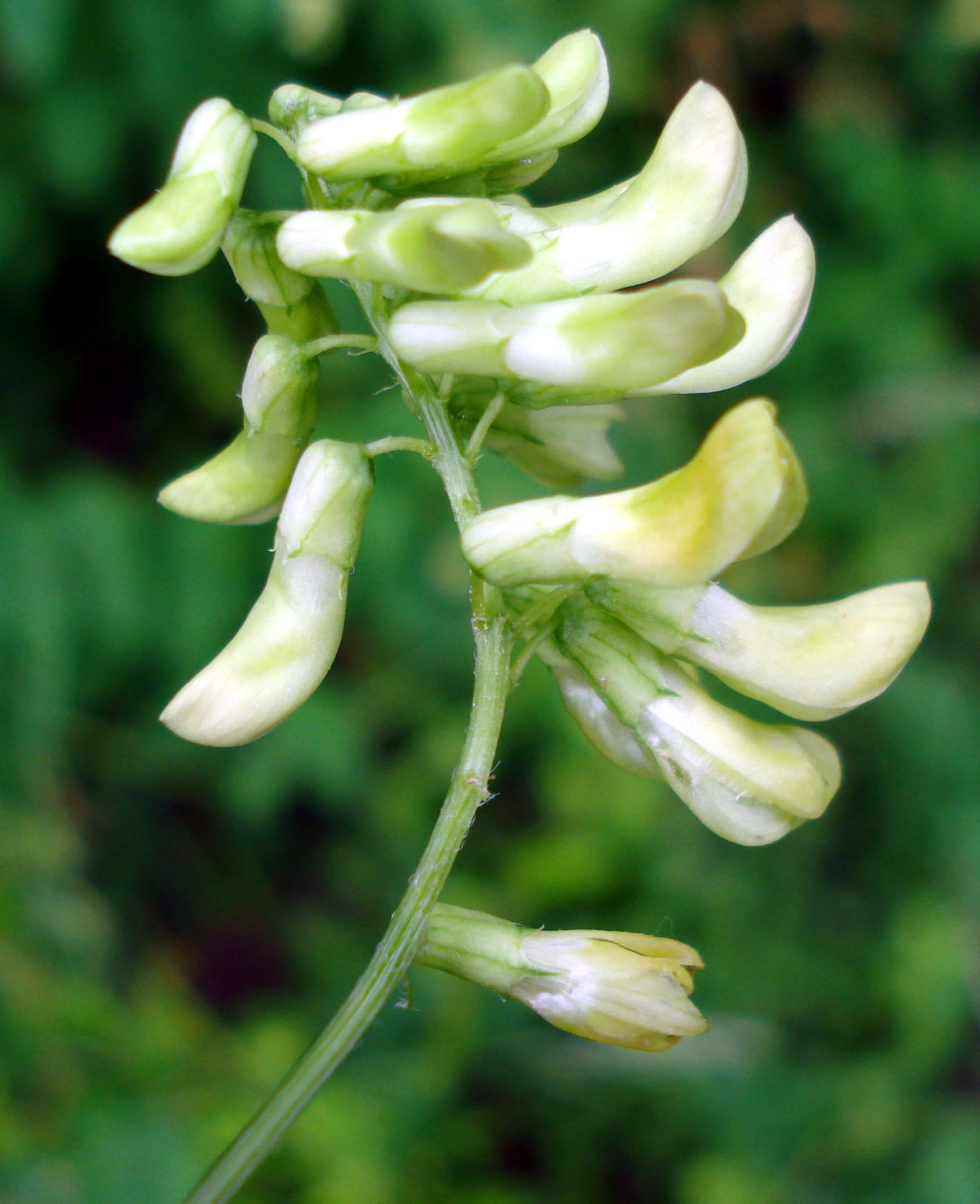
أزهار البيقية البازلائية